# Marjorie McQuade
Marjorie Anne McQuade (16 luglio 1934 – 10 ottobre 1997) è stata una nuotatrice australiana, che ha partecipato alle Olimpiadi di Londra 1948 e di Helsinki 1952.
Ai IV Giochi dell'Impero Britannico è stata una degli atleti di spicco per l'Australia, vincendo tre medaglie d'oro. Individualmente, ha vinto la gara di stile libero di 110 yard ed è stata un membro delle squadre femminili australiane vincenti nella Staffetta 4 × 110 yard stile libero e nella Staffetta mista 3 × 110 yard.
Era la moglie del calciatore e pallanuotista olimpico  Peter Bennett.